# Agathia laetata
Agathia laetata är en fjärilsart som beskrevs av Fabricius 1794. Agathia laetata ingår i släktet Agathia och familjen mätare. Inga underarter finns listade i Catalogue of Life.

## Bildgalleri

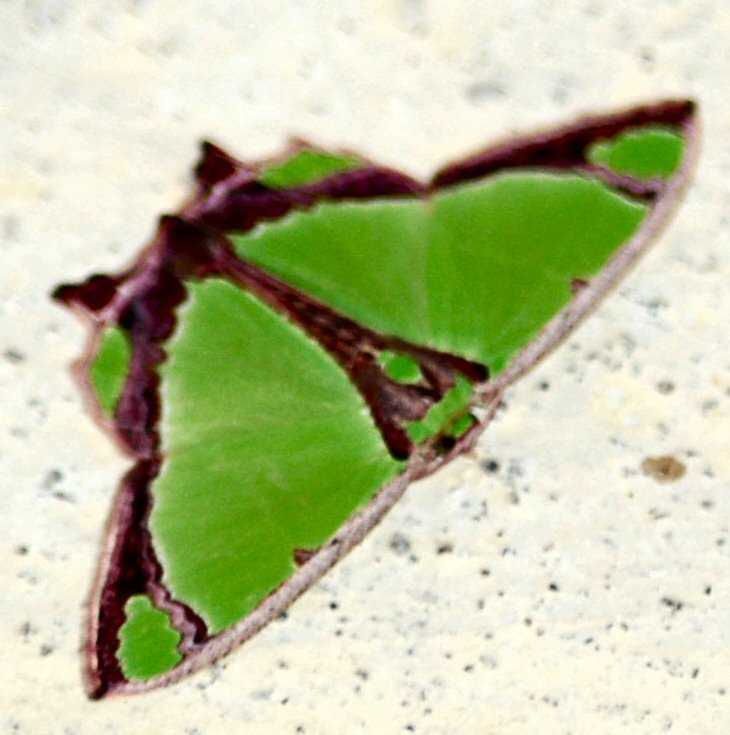